# 반두비
반두비(Bandhobi)는 대한민국의 신동일 감독이 제작한 영화이다. 한 여고생이 외국인 노동자를 만나면서 겪은 일을 다루었다.

## 줄거리
민서는 누구보다 자립심이 강한 당돌한 여고생이다. 여름방학을 맞아 원어민 영어학원에 다니기 위해 갖가지 아르바이트를 해보지만 수입은 그리 많지 않다. 그러던 어느 날, 우연히 버스에서 방글라데시 출신 외국인 노동자 카림의 지갑을 손 안에 넣고 발뺌하다가 엉뚱하게 그와 엮이고 만다. 민서는 다짜고짜 경찰서에 가자는 카림에게 소원 하나 들어줄 테니 뭐 하자는 당돌한 제안을 하고 카림은 1년치 임금을 떼먹은 전직 회사 사장의 집을 함께 찾아달라고 부탁한다. 민서는 얼떨결에 시한부 임금추심원이 되긴 했지만 낯선 카림이 옆에서 걷는 것조차 신경이 쓰인다.

## 등장 인물
- 마붑 알엄 : 카림 역
- 백진희 : 민서 역
- 이일화 : 은주 역
- 박혁권 : 기홍 역
- 정동규 : 신대표 역
- 김재록 : 담임 역
- 권혁풍 : 취객 역
- 현원희 : 지영 역
- 김미희 : 민서친구 역
- 박영 : 주유소사장 역
- 최인숙 : 신대표부인 역
- 서왕석 : 출입국직원 역
- 장 세바스티앙 : 하인즈 역
- 노진우 : 공장부장 역
- 정성훈 : 공장직원 역
- 이동규 : 편의점알바 역
- 양해훈 : 주유소아들 역
- 오창경 : 오형사 역
- 장대윤 : 장형사 역
- 조은경 : 맛사지실장 역
- 신이수 : 맛사지손님 역
- 백건영 : 사업가 역
- 방영선 : 편의점손님 역
- 김선 : 조깅커플 역
- 김동명 : 조깅커플 역
- 강보미 : 학원학생 역
- Sonia : 트리샤 역
- 윤성호 : 행인 역
- 정병길 : 행인 역

## 논란

### 시청 등급 논란
2009년에 개최된 제 10회 전주 국제 영화제에서 12세 이상 관람가로 상영되었으나, 영상물 등급 위원회가 선정성과 부적절한 언어 사용, 청소년의 모방 가능성 등을 이유로 18세 이상 관람가로 분류해 논란이 되었다. 그 이유로는 이명박 정권을 비판한 것 때문이 아니냐는 주장도 있다.